# Liên Bỉnh Phát
Liên Bỉnh Phát (sinh ngày 25 tháng 11 năm 1990) là một nam diễn viên người Việt Nam. Anh được biết đến qua vai diễn Dũng trong phim điện ảnh Song lang (2018) và bắt đầu nhận được sự yêu thích qua chương trình truyền hình thực tế Running Man Vietnam với tư cách là thành viên chính thức.

## Tiểu sử
Liên Bỉnh Phát sinh năm 1990, đến từ Kiên Giang. Khởi đầu là một sinh viên Trường Đại học Tôn Đức Thắng ngành Việt Nam Học với định hướng trở thành một hướng dẫn viên du lịch, tuy nhiên cơ duyên đã mang anh đến với nghề MC. Năm 2016, anh tham gia chương trình Phái mạnh Việt và dừng lại ở tập 3.

## Sự nghiệp
Năm 2017, Liên Bỉnh Phát vượt qua nhiều ứng cử viên nặng ký để nhận vai chính trong bộ phim điện ảnh đậm chất nghệ thuật Song lang (2018) của đạo diễn người Mỹ gốc Việt Leon Lê. Vai Dũng do anh thể hiện đã nhận được nhiều khen ngợi từ giới báo chí đến người trong nghề và cho đến nay anh đã nhận được 4 giải thưởng danh giá cho vai diễn điện ảnh đầu tay này, và được xem là phát hiện mới của Điện ảnh Việt. Anh còn được mệnh danh là "chàng thơ" của đạo diễn Leon Lê. Sau đó, anh liên tiếp nhận được nhiều lời mời tham gia những dự án điện ảnh như Hậu Duệ Mặt Trời, Quý Cô Thừa Kế, Ngôi Nhà Bươm Bướm.
Năm 2019, anh tham gia chương trình truyền hình thực tế Running Man Vietnam với tư cách là thành viên chính và được mọi người yêu thích, đón nhận. Năm 2021, anh tiếp tục trở lại mùa thứ 2 của chương trình này.

## Chương trình truyền hình

### Khách mời / Thí sinh
- Sàn đấu ca từ - HTV7 (2017, thí sinh)
- Một trăm triệu một phút - VTV3 (2019, khách mời)
- Nhanh như chớp - HTV7 (2019, khách mời)
- Người bí ẩn - HTV7 (2019, khách mời)
- Giọng ải giọng ai - HTV7 (2019, khách mời)
- Tường lửa - VTV3 (2019, khách mời)
- Khi Chàng Vào Bếp - HTV7 (2019, khách mời)
- Ơn giời cậu đây rồi - VTV3 (2018, 2019, khách mời)
- Mãi Mãi Thanh Xuân - HTV7 (2019, khách mời)
- 7 nụ cười xuân - HTV7 (2020, khách mời)
- Gà đẻ trứng vàng - VTV3 (2020, khách mời)
- Kỳ Tài Thách Đấu - HTV7 (2020, khách mời)
- Muốn ăn phải lăn vào bếp - (2020, khách mời)
- Sao hoả sao kim - HTV7 (2020, khách mời)
- Bếp vui bùng vị - HTV2 (2020, khách mời)
- Giải Mã Kỳ Tài - HTV7 (2020, khách mời)
- Nam thần vào bếp (2020, khách mời)
- Siêu bất ngờ - HTV7 (2021, khách mời)
- Ký ức vui vẻ - VTV3 (2021, Khách mời)
- Ok! Lên xe (2021, khách mời)
- Khuôn mặt đáng tin - HTV7 (2021, khách mời)
- Ca sĩ bí ẩn - HTV7 (2021, khách mời)
- Lạ lắm à nha - HTV7 (2021, khách mời bí ẩn)
- 2 ngày 1 đêm - HTV7 (2022, khách mời tập 7, 8, 9)
- Anh trai vượt ngàn chông gai - VTV3 (2024, thí sinh)

### Thành viên chính
- Running Man Vietnam - Chạy Đi Chờ Chi (2019) (HTV7 - Madison Media Group)
- Running Man Vietnam - Chơi Là Chạy (2021) (HTV7 - Đông Tây Promotion)
- Biệt đội siêu sao - HTV7 (2024)
- Running Man Vietnam - Chạy Ngay Đi (2025) (HTV7 - Forest Studio)

## Danh sách phim

### Điện ảnh
| Năm  | Tựa phim           | Đạo diễn         | Vai diễn       | Ghi chú   |
| ---- | ------------------ | ---------------- | -------------- | --------- |
| 2018 | Song lang          | Leon Lê          | Dũng Thiên Lôi |           |
| 2018 | Quý cô thừa kế     | Nguyễn Hoàng Duy | Nam            |           |
| 2019 | Ngôi nhà bươm bướm | Huỳnh Tuấn Anh   | Hoàng          |           |
| 2019 | Truyện ngắn        | Cao Trung Hiếu   | Phát           | Phim ngắn |
| 2021 | Điên tối           | Jack Carry On    | Đạo diễn Thạch |           |
| 2021 | Come and Go        | Lim Kah Wai      | Nam            |           |
| TBA  | Quán Kỳ Nam        | Leon Lê          | Khang          |           |

### Truyền hình
| Năm  | Tựa phim               | Vai diễn       | Ghi chú                                 |
| ---- | ---------------------- | -------------- | --------------------------------------- |
| 2018 | Hậu duệ mặt trời       | Thượng úy Mark | Chuyển thể từ phim truyền hình Hàn Quốc |
| 2019 | Không lối thoát        | Bảy Niễng      |                                         |
| 2019 | Hoàng tử ơi! Anh ở đâu | Anh Hùng       | Sitcom                                  |
| 2024 | Bác sĩ tha hương       | Phạm Văn Ninh  | phim truyền hình Đài Loan               |

## Giải thưởng và đề cử

### Quốc tế
| Giải thưởng / Sự kiện                      | Năm  | Hạng mục                 | Tác phẩm đề cử | Kết quả   |
| ------------------------------------------ | ---- | ------------------------ | -------------- | --------- |
| Tokyo International Film Festival          | 2018 | Giải Tokyo Gemstone      | Song lang      | Đoạt giải |
| Out On Film Atlanta's LGBTQ Film Festival  | 2018 | Best Actor Male          | Song lang      | Đoạt giải |
| International Film Festival & Awards Macao | 2018 | The Asian Stars: Up Next | Song lang      | Đoạt giải |

### Việt Nam
| Giải thưởng / Sự kiện             | Năm  | Hạng mục                                          | Tác phẩm đề cử | Kết quả   |
| --------------------------------- | ---- | ------------------------------------------------- | -------------- | --------- |
| Ngôi Sao Xanh                     | 2018 | Nam diễn viên phim điện ảnh xuất sắc nhất         | Song lang      | Đoạt giải |
| Ngôi Sao Xanh                     | 2018 | Nam diễn viên phim điện ảnh được yêu thích nhất   | Song lang      | Đề cử     |
| Giải thưởng Hội Điện ảnh TP. HCM  | 2018 | Nam diễn viên chính xuất sắc                      | Song lang      | Đoạt giải |
| Cánh Diều Vàng                    | 2018 | Nam diễn viên chính xuất sắc phim truyện điện ảnh | Song lang      | Đoạt giải |
| Đại hội Điện ảnh Việt Nam quốc tế | 2019 | Nam diễn viên chính xuất sắc nhất                 | Song lang      | Đoạt giải |
| Liên hoan phim Việt Nam           | 2019 | Nam diễn viên chính xuất sắc nhất                 | Song lang      | Đề cử     |
| ELLE Style Awards                 | 2019 | Nam diễn viên phong cách nhất năm                 | —              | Đoạt giải |